# Olivetti Summa 19
La Summa 19 è una addizionatrice elettromeccanica portatile realizzata dalla Olivetti. Progettata da Ettore Sottsass, pur avendo vinto il premio Compasso d'oro nel 1970 ha avuto un modesto successo commerciale per la concorrenza delle nuove macchine da calcolo elettroniche.

## L'addizionatrice
La componente più interessante della Summa 19 è  la scocca che venne progettata da Ettore Sottsass e Hans von Klier, che già avevano lavorato insieme per la macchina da scrivere Olivetti Studio 45, mentre Sottsass aveva realizzato con Perry A. King la Olivetti Valentine. La meccanica interna, invece, rispondeva essenzialmente all'esigenza di mantenere basso il prezzo di vendita. Questa impostazione venne confermata con l'introduzione, a partire dal 1971, della variante ridotta 19-R. Pur vincendo anche la Summa 19 l'ambito Compasso d'oro, essa avrà un modesto successo commerciale a causa della concorrenza delle prime calcolatrici elettroniche.